# Tantsura-Kramarenko
Tantsura-Kramarenko - Танцура-Крамаренко (rus) - és un khútor del krai de Krasnodar, a Rússia. Es troba a la vora dreta del Kirpili. És a 10 km al sud de Timaixovsk i a 53 al nord de Krasnodar.
Pertanyen a aquest khútor els khútors de Derbentski, Liútikh, Sadovi, Mirni i Topoli.